# William W. Brandon

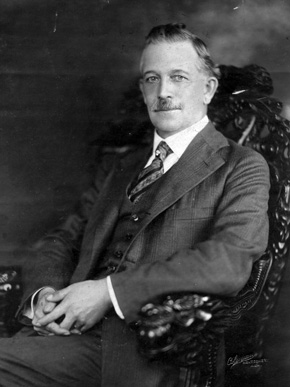
William W. Brandon

William Woodward Brandon (* 5. Juni 1868 in Talladega, Alabama; † 7. Dezember 1934 in Tuscaloosa, Alabama) war ein US-amerikanischer Politiker (Demokratische Partei) und Gouverneur des Bundesstaates Alabama zwischen 1923 und 1927.

## Frühe Jahre
William Brandon besuchte das Cedar Bluff Institute und die Tuscaloosa High School. Anschließend studierte er Jura an der University of Alabama, bekam eine Zulassung in der Anwaltskammer von Alabama und begann in Tuscaloosa zu praktizieren. Danach ernannte man ihn zum Friedensrichter. Außerdem war er Lieutenant, dann Captain der Warrior Guards und wurde dann 1899 zum Adjutant General von Alabama ernannt, wobei er zwischen 1901 und 1906 erneut diente. Er war auch im Spanisch-Amerikanischen Krieg als Major der 2. Alabama Volunteer Infantry eingesetzt.

## Politischer Aufstieg
Brandon entschloss sich bereits 1891 eine politische Laufbahn einzuschlagen, als er zum Clerk in Tuscaloosa gewählt wurde. Ferner war er im Repräsentantenhaus von Alabama zwischen 1896 und 1899 sowie zwischen 1907 und 1911 staatlicher Wirtschaftsprüfer. Während des Verfassungskonvents von Alabama 1901 war Brandon als Verwaltungsbeamter tätig.

## Gouverneur von Alabama
Er wurde am 7. November 1922 zum Gouverneur von Alabama gewählt und am 15. Januar 1923 vereidigt. Während seiner Amtszeit wurde die State Docks Commission gegründet, das Kapitol wurde renoviert und ein Gesetz wurde verabschiedet, das Finanzhilfen für ältere Städte des Staates zur Verfügung stellt. Ferner wurden eine Steuerkommission gegründet, der Highway-Bau fortgesetzt, Pensionsansprüche aus der Zeit der Konföderation erhöht und das Steuerbefreiungsprivileg der Alabama Power Company wurde annulliert.

## Weiterer Lebenslauf
Brandon zog sich am 17. Januar 1927 von seiner Tätigkeit als Gouverneur zurück und wurde Nachlassrichter im Tuscaloosa County. Er verstarb am 7. Dezember 1934 und wurde auf dem Tuscaloosa Memorial Park beigesetzt.
William Woodward Brandon war mit Elizabeth Andrews Nabors verheiratet.